# 昆汀超集8
《昆汀超集8》是一部2019年美國紀錄片，由塔拉·伍德執導和聯合製片，紀錄了知名影人昆汀·塔倫提諾的一生，從他開始在影帶出租店Video Archives工作再到拍出《從前，有個好萊塢》（2019年）；本片採訪了他電影的頻繁合作者。

## 亮相
- 山繆·傑克森
- 蒂姆·羅斯
- 珍妮佛·傑森·李
- 黛安·克魯格
- 庫爾特·拉塞爾
- 克里斯多夫·華茲
- 傑米·福克斯
- 劉玉玲
- 布魯斯·鄧恩
- 罗伯特·佛斯特
- 佐伊·貝爾
- 伊萊·羅斯
- 迈克尔·马德森
- 史黛西·舒爾
- 史考特·史皮格爾
- 理查德·N·格拉斯坦
- 路易斯·布莱克

## 反響
《昆汀超集8》在爛番茄上，這部電影基於23條影評獲得了91%的好評新鮮度，平均評分為7.3／10。

塔倫提諾本人給予紀錄片正面的評價：
塔拉·伍德在這部電影中做得非常非常好……我認為這部電影很有趣的一件事，與其他製作關於影人的電影的人不同，她從未要求採訪我；通常這是每個人的必經的一環，我喜歡這一點，真的很酷。

## 備註
1. ↑  最初命名為《昆汀·塔倫提諾的21年》（21 Years: Quentin Tarantino）。

## 外部連結
- 官方网站
- 互联网电影数据库（IMDb）上《昆汀超集8》的资料（英文）